# Convenció de les Nacions Unides contra la Corrupció

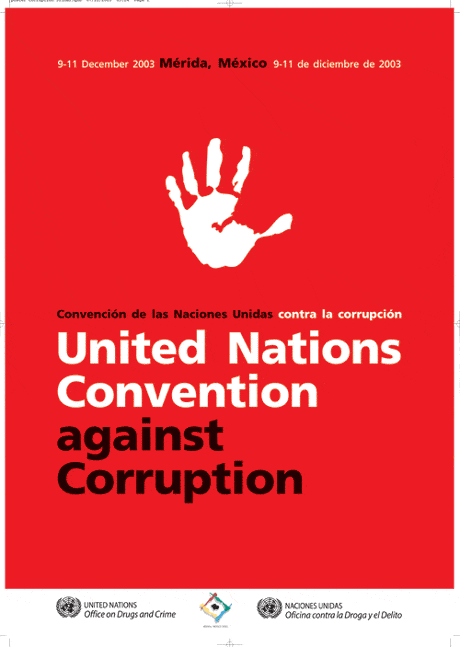

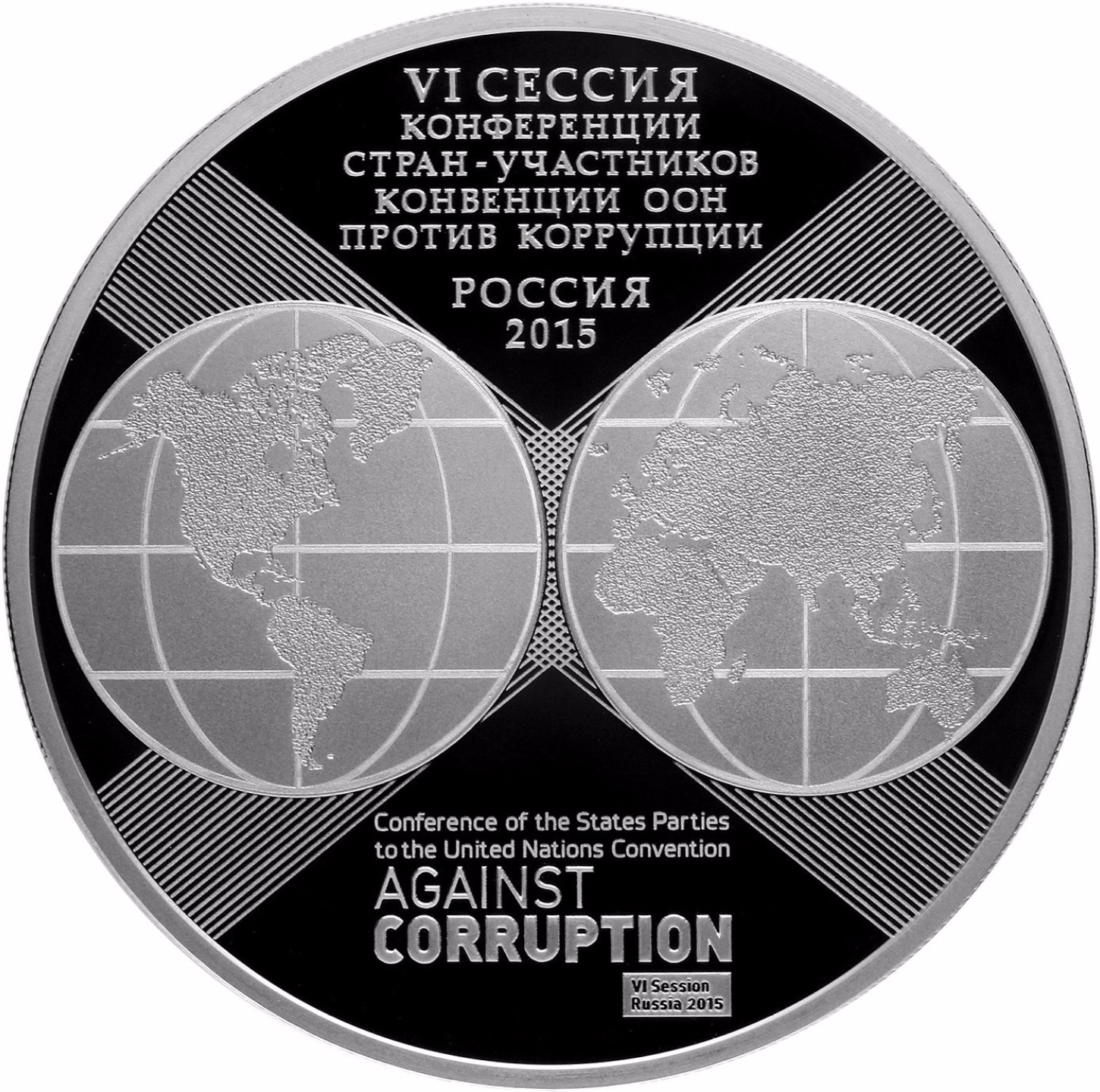

La Convenció de les Nacions Unides contra la Corrupció (en anglès United Nations Convention against Corruption, UNCAC) és una convenció internacional de l'Organització de les Nacions Unides amb la finalitat de prevenir i combatre la corrupció política.
Fou adoptada el 31 d'octubre de 2003 per l'Assemblea General de les Nacions Unides amb la Resolució 58/4 i en l'actualitat ha estat signada per 140 països i ratificada per 170 Estats Part.
Aquesta convenció està promoguda per l'Oficina de les Nacions Unides contra la Droga i el Delicte (UNODC).